# كاثرين هاريس
كاثرين هاريس (بالإنجليزية: Katherine Harris) (و. 1957 – م) هي سياسية من الولايات المتحدة الأمريكية ولدت في كي ويست، فلوريدا.

## التعليم
تعلمت في كلية كينيدي بجامعة هارفارد، وجامعة هارفارد.

## مناصب وهيئات
أدارت آي بي إم.